# Боме-ле-Лож (кантон)
Боме-ле-Лож  (фр. Beaumetz-lès-Loges) — упраздненный кантон во Франции, находился в регионе Нор-Па-де-Кале, департамент Па-де-Кале. Входил в состав округа Аррас.
В состав кантона входили коммуны (население по данным Национального института статистики за 2008 г.):
- Абарк (670 чел.)
- Андекур-ле-Рансар (121 чел.)
- Аденфер (223 чел.)
- Анье-ле-Дюизан (677 чел.)
- Байёльмон (247 чел.)
- Байёльваль (268 чел.)
- Бассё (145 чел.)
- Берль-о-Буа (501 чел.)
- Берневиль (427 чел.)
- Блервиль (302 чел.)
- Боме-ле-Лож (982 чел.)
- Буари-Сен-Мартен (301 чел.)
- Буари-Сент-Риктрюд (364 чел.)
- Ванкетен (684 чел.)
- Варлю (359 чел.)
- Гув (191 чел.)
- Гуи-ан-Артуа (352 чел.)
- Ла-Коши (213 чел.)
- Ла-Эрлиер (152 чел.)
- Меркатель (618 чел.)
- Монтенескур (420 чел.)
- Монши-о-Буа (505 чел.)
- Моншье (99 чел.)
- От-Авен (398 чел.)
- Рансар (375 чел.)
- Ривьер (1 126 чел.)
- Симанкур (539 чел.)
- Фишё (528 чел.)
- Фоссё (138 чел.)

## Экономика
Структура занятости населения:
- сельское хозяйство — 13,0 %
- промышленность — 11,8 %
- строительство — 21,1 %
- торговля, транспорт и сфера услуг — 29,9 %
- государственные и муниципальные службы — 24,2 %

## Политика
На президентских выборах 2012 г. жители кантона отдали Николя Саркози в 1-м туре 31,8 % голосов против 23,6 % у Франсуа Олланда и 21,8 % у Марин Ле Пен, во 2-м туре в кантоне победил Саркози, получивший 56,7 % голосов (2007 г. 1 тур: Саркози — 31,6 %, Сеголен Руаяль — 19,7 %; 2 тур: Саркози — 58,1 %). На выборах в Национальное собрание в 2012 г. по 1-му избирательному округу департамента Па-де-Кале они поддержали кандидата правых сил, члена Союза за народное движение и своего представителя в Генеральном совете департамента Мишеля Пети, набравшего 45,5 % в 1-м туре и 59,7 % во 2 туре. (2007 г. Филипп Рапено (СНД): 1 тур — 43,5 %, 2 тур — 55,4 %). На региональных выборах 2010 года в 1-м туре победил список социалистов, собравший 26,5 % голосов против 22,1 %  у списка «правых» и 20,5 % у Национального фронта. Во 2-м туре единый «левый список» с участием социалистов, коммунистов и «зелёных» во главе с Президентом регионального совета Нор-Па-де-Кале Даниэлем Першероном получил 43,1 % голосов, «правый» список во главе с сенатором Валери Летар с 33,3 % занял второе место, а Национальный фронт Марин Ле Пен с 23,6 % финишировал третьим.
|  | Кандидат            | Партия                    | % голосов |
|  | ------------------- | ------------------------- | --------- |
|  | Мишель Пети         | Союз за народное движение | 71,45     |
|  | Жан-Пьер Д'Олландер | Национальный фронт        | 28,55     |

|  | Кандидат      | Партия                    | % голосов |
|  | ------------- | ------------------------- | --------- |
|  | Мишель Пети   | Союз за народное движение | 60,55     |
|  | Николя Алипре | Социалистическая партия   | 39,45     |